# Discorbula
Discorbula es un género de foraminífero bentónico de estatus incierto, aunque ha sido considerado un sinónimo posterior de Rotalites y finalmente de Rotalia de la subfamilia Rotaliinae, de la familia Rotaliidae, de la superfamilia Rotalioidea, del suborden Rotaliina y del orden Rotaliida. Su especie tipo era Discorbula ariminensis. Su rango cronoestratigráfico es desconocido, pero probablemente es Reciente.

## Clasificación
Discorbula incluye a las siguientes especies:
- Discorbula ariminensis